# José Gutiérrez de Agüera
José Gutiérrez de Agüera fue un político español, fue ministro de Estado durante la regencia de María Cristina de Habsburgo-Lorena .
Nacido en Sanlúcar de Barrameda, provincia de Cádiz, fue diputado por dicha provincia al obtener en escaño en las elecciones de 1879 y 1881, pasó a representar a Huelva en las elecciones de 1886. 
Fue ministro de Estado, cuando siendo subsecretario en dicho ministerio y dimitir su titular, pasó a ocupar de forma interina dicha cartera entre el 18 y el 24 de mayo de 1898 en un gobierno presidido por Sagasta.
| Predecesor: Pío Gullón Iglesias | Ministro de Estado Interino 1898 | Sucesor: Juan Manuel Sánchez y Gutiérrez de Castro |

- Datos: Q5654067